# Judith Arlene Resnik
Judith Arlene Resnik (Akron, 5 d'abril de 1949 – Cap Canaveral, 28 de gener de 1986) va ser una enginyera i astronauta estatunidenca de la NASA, que morí a l'accident del transbordador espacial Challenger durant el llançament de la missió STS-51-L. Va ser la segona dona estatunidenca a viatjar a l'espai, després de l'astronauta Sally Ride, acumulant 145 hores en òrbita.
Graduada en enginyeria electrònica per la Carnegie Mellon, va doctorar-se en la mateixa especialitat a la Universitat de Maryland. Va treballar a RCA Corporation com a enginyera de projectes de míssils i radars de la Marina. Va ser enginyera de sistemes per a Xerox Corporation i va publicar investigacions sobre circuits integrats per a usos especials abans va ser reclutada per la NASA al programa d'astronautes com a especialista de missió als 28 anys. Mentre hi entrenava, va desenvolupar programari i procediments operatius per a missions espacials. També va ser pilot i va contribuir a la investigació en enginyeria biomèdica com a investigadora al National Institutes of Health.